# Ectaetia cornuta
Ectaetia cornuta är en tvåvingeart som beskrevs av Edwards 1930. Ectaetia cornuta ingår i släktet Ectaetia och familjen dyngmyggor. Inga underarter finns listade i Catalogue of Life.